# Ripipteryx antennata
Ripipteryx antennata är en insektsart som beskrevs av Morgan Hebard 1924. Ripipteryx antennata ingår i släktet Ripipteryx och familjen Ripipterygidae. Inga underarter finns listade i Catalogue of Life.